# Tedashii
Tedashii Lavoy Anderson (8 de marzo de 1977), conocido simplemente como Tedashii, es un artista estadounidense de hip hop cristiano y miembro del colectivo de hip-hop 116 Clique. El estilo de Tedashii se caracteriza por una voz profunda que puede manipular para rapear una amplia gama de estructuras y patrones de versos.
Ha lanzado cinco álbumes Never Fold, Below Paradise, Blacklight, Identity Crisis, Kingdom People y un EP, This Time Around, en Reach Records. Below Paradise debutó en el puesto 17 en la lista Billboard 200. Blacklight debutó en el #2 en la lista iTunes Hip-Hop y en el #8 en la lista general de álbumes de iTunes. Identity Crisis se ubicó en el puesto número 2 en la lista Gospel Billboard y en el número 9 en la lista Christian Billboard.

## Carrera musical
En 2008, Tedashii realizó una gira con 116 Clique durante el "Unashamed Tour". La gira "Don't Waste Your Life Tour" siguió en 2009, después de lo cual se tomó un breve descanso. A finales de 2010 regresó para el "Unashamed: The Movement Tour".
Tan pronto como se lanzó su álbum Blacklight en 2011, realizó una breve gira para promocionarlo. Blacklight fue un éxito comercial cuando se lanzó, alcanzando el número 1 en la lista de álbumes cristianos, el número 2 en la lista de álbumes de gospel, y posición 8 en álbumes independientes.
Se unió al "Man Up Tour" en 2011, tomando un breve descanso a principios de 2012. A finales de 2012, 116 Clique realizó una gira por 30 ciudades con el "Unashamed Tour: Come Alive". Tedashii apareció en la canción "Chainsaw" de Family Force 5 en el álbum de remezclas Reanimated lanzado en 2013. En 2015, Tedashii apareció en la canción "I Have a Dream" para el álbum Reborn de Manafest.
Su canción «Dum Dum» apareció en la serie de Fox TV So You Think You Can Dance, y se presentó en la gira Winter Jam Spectacular Tour de 2016. Ganó el premio al presentador de "Mejor letra" en los premios K-LOVE del 2016 e interpretó "Jumped Out The Whip" en los premios GMA Dove del 2015.
En 2021, apareció en el álbum Sin Vergüenza en el sencillo «Dónde están (Watcho 6)», interpretando un verso en inglés y palabras en español. Al año siguiente, durante el Tour Unashamed, Tedashii sufrió un accidente.

## Vida personal
Tedashii actualmente vive con su esposa en Denton, Texas, sirviendo en The Village Church. En marzo de 2013, murió el hijo de un año de Tedashii. Grabó gran parte de su experiencia durante ese tiempo en su cuarto álbum de estudio, Below Paradise.

## Discografía
- Kingdom People (2006)
- Identity Crisis (2009)
- Blacklight (2011)
- Below Paradise (2014)
- This Time Around (EP)[21] (2016)
- Never Fold (2019)[22]